# C 샤프
C#(한국어: 시 샤프 또는 C 샵)는 마이크로소프트에서 개발한 객체 지향 프로그래밍 언어로, 닷넷 프레임워크의 한 부분으로 만들어졌으며 나중에 ECMA (ECMA-334)와 ISO (ISO/IEC/23270)의 표준으로 자리잡았다. C++와 자바의 문법과 비슷한 문법을 가지고 있다.

## 예제

### 헬로 월드 프로그램(Hello, world!)

#### ~C# 8.0
```
using
 
System
;
 
//System이라는 모듈을 사용한다. 해당 모듈은 Console에 관한것들을 담고있다

namespace
 
HelloWorld

{
 
//namespace를 정의한다. 자바로 치면 패키지나 프로젝트라고 생각하면 된다

	
class
 
Program

	
{
 
//클래스를 시작한다. 자바의 클래스와 같다고 생각하면 된다.

		
private
 
static
 
void
 
Main
()

		
{
 
//private이라는 구문으로 클래스 내부에서만 가능하게 만든다. static void Main()이라는 구문으로 메인 메소드를 만든다. 이것은 Java 와 다르고 C 와 C++처럼 (string[] args) 가 붙지 않으며 보통 빈칸이다.

			
Console
.
WriteLine
(
"Hello, World!"
);
 
//콘솔에 하얀색 글씨로 Hello World 라고 출력한다.

                    
Console
.
ReadLine
();
 
//그냥 WriteLine 이라고 쓰면 바로 프로그램이 종료된다. ReadLine으로 아무키나 눌러야 종료되도록 한다.

		
}
 
//메인메소드의 끝. 메소드의 끝이라고 할 수 있다.

	
}
 
//클래스의 끝. 클래스밑에 다른 클래스를 만들 수 없다

}
 
//네임스페이스의 끝. 폴더의 끝이라고 생각하면 된다

```

#### C# 9.0~
```
System
.
Console
.
WriteLine
(
"Hello, World!"
);

//System 구문으로 System 을 사용한다는 정의와 동시에 namespace 없이 작동시킨다

//Console 구문으로 콘솔을 출력한다

//WriteLine으로 하얀색 글을 콘솔에 붙인다.

```

- Microsoft에서 필요 프로그램을 무료로 제공하고 있다.[2] 구체적인 프로그램 설치와 학습은 위키 하우(How to Create a Program in C Sharp)[3]에 기술되어 있다. 10분가량 소요된다.
- C++를 능숙하게 다루는 경우, C#의 전반적인 사용방법을 학습하는데 이틀가량 소요된다.
- Visual Basic.NET이나 자바를 능숙하게 다룰 수 있는 경우, C#의 문법 및 키워드를 이해하는데 하루가량 소요된다.

## 언어 특징
C#은 마이크로소프트 닷넷 프로그램이 동작하는 닷넷 플랫폼을 가장 직접적으로 반영하고, 또한 닷넷 플랫폼에 강하게 의존하는 프로그래밍 언어이다. C#은 그 문법적인 특성이 자바와 상당히 유사하며 C#을 통하여 다룰 수 있는 닷넷 플랫폼의 기술들조차도 자바를 염두에 둔 것이 많아서 자바와 가장 많이 비교되고 있다. 하지만 C#은 자바와 달리 불안전 코드(unsafe code)와 같은 기술을 통하여 플랫폼 간 상호 운용성에 상당히 많은 노력을 기울이고 있다. C#의 기본 자료형은 닷넷의 객체 모델을 따르고 있고, 런타임 차원에서 쓰레기 수집(garbage collection)이 되며 또한 클래스, 인터페이스, 위임, 예외와 같이 객체 지향 언어로서 가져야 할 모든 요소들이 포함되어 있다.

## 역사
닷넷 프레임워크를 개발하던 시절 클래스 라이브러리는 SMC(Simple Managed C)라 불리는 관리 코드(managed code)를 사용했었다.
1999년 1월, 아네르스 하일스베르가 이끄는 팀이 새로운 언어인 Cool(C-like Object Oriented Language)을 개발했다. 마이크로소프트는 언어의 최종 이름을 Cool로 유지할지도 고려해봤지만 상표 문제로 인해 이뤄지지 않았다. 2000년 7월 PDC에서 닷넷 프로젝트가 발표될 때 즈음 Cool의 이름은 C#으로 정해졌고 클래스 라이브러리와 ASP.NET 런타임은 C#으로 옮겨갔다.
C#은 ISO 소위원회 JTC 1/SC 22에 ISO/IEC 23270:2003으로 제출되었으나 철회 후 ISO/IEC 23270:2006으로 등록되었다.

### 이름
C#이라는 이름은 음표를 연주할 때 반음 올리는 것을 표시하는 올림표에서 따왔다. C++에서 "++"가 변수의 값을 1 증가시키는 것을 의미하는 것과 비슷하다. 마찬가지로 올림표는 네 개의 "+" 기호와 비슷하므로 C++를 한번 더 증가시켰다는 뜻도 지닌다.
기본 글꼴이나 브라우저의 기술적인 한계와 더불어 키보드에는 올림표 기호(U+266F ♯ )가 포함되지 않기에 문서에서는 대체 기호로 해시 기호(U+0023 # )를 사용하며, ECMA-334 C# 언어 사양
에서도 확인할 수 있다. 그러나 광고나 패키지 포장 등 가능한 경우, 마이크로소프트에서는 의도한 대로 올림표를 사용한다.

### 버전
| 버전   | 언어 사양   | 언어 사양   | 언어 사양      | 날짜        | 닷넷 프레임워크                                                                                      | 비주얼 스튜디오                           |
| 버전   | ECMA        | ISO/IEC     | 마이크로소프트 | 날짜        | 닷넷 프레임워크                                                                                      | 비주얼 스튜디오                           |
| ------ | ----------- | ----------- | -------------- | ----------- | --- | ----------------------------------------- |
| C# 1.0 | 2002년 12월 | 2003년 4월  | 2002년 1월     | 2002년 1월  | .NET Framework 1.0                                                                                   | 비주얼 스튜디오 .NET 2002                 |
| C# 1.2 | 2002년 12월 | 2003년 4월  | 2003년 10월    | 2003년 4월  | .NET Framework 1.1                                                                                   | 비주얼 스튜디오 .NET 2002                 |
| C# 2.0 | 2006년 6월  | 2006년 9월  | 2005년 9월     | 2005년 11월 | .NET Framework 2.0                                                                                   | 비주얼 스튜디오 2005                      |
| C# 3.0 | 없음        | 없음        | 2007년 8월     | 2007년 11월 | .NET Framework 2.0 (LINQ/쿼리 확장 제외) .NET Framework 3.0 (LINQ/쿼리 확장 제외) .NET Framework 3.5 | 비주얼 스튜디오 2008 비주얼 스튜디오 2010 |
| C# 4.0 | 없음        | 없음        | 2010년 4월     | 2010년 4월  | .NET Framework 4.0                                                                                   | 비주얼 스튜디오 2010                      |
| C# 5.0 | 2017년 12월 | 2018년 12월 | 2013년 6월     | 2012년 8월  | .NET Framework 4.5                                                                                   | 비주얼 스튜디오 2012 비주얼 스튜디오 2013 |
| C# 6.0 | 없음        | 없음        | 없음           | 2015년 7월  | .NET Framework 4.6                                                                                   | 비주얼 스튜디오 2015                      |
| C# 7.0 |             |             |                | 2017년 5월  | .NET Framework 4.7                                                                                   | 비주얼 스튜디오 2017                      |

## 문법
C#의 기본 문법은 C, C++, 자바 등 C 스타일 언어와 유사하다.
- 세미콜론이 선언문의 끝을 나타낸다.
- 중괄호로 선언문을 묶는다. 보통 선언문은 메소드(함수)로, 메소드는 클래스로, 클래스는 네임스페이스로 묶인다.
- 변수에 등호를 사용해서 값을 대입하고, 두 개의 등호("==")를 사용해 비교한다.
- 대괄호는 배열의 선언 및 인덱스 접근 모두에 사용된다.

## 잘 알려진 C# 컴파일러와 개발 도구들
- Microsoft Visual C#: Microsoft가 C#에 대하여 내리는 모든 표준 정의를 가장 정확하고 안정적으로 반영하는 컴파일러이다. 최근에는 C# 3.0에 포함될 LINQ 확장과 같은 부분에 대한 기술적인 레퍼런스를 미리 테스트해볼 수 있는 도구로도 자주 쓰인다.[8]

- Borland(CodeGear) C# Builder: 코드기어 RAD 스튜디오(Codegear RAD Studio) 안에서 Delphi.net과 C#.net 두 가지 언어로 .net 을 지원한다

- Microsoft Rotor 프로젝트: Microsoft .NET Framework가 발표된 후 수 개월 이후에 같이 발표되는 오픈 소스 프로젝트로 Microsoft 닷넷 플랫폼에 대한 대체 구현을 제공한다.

- Mono: 마이크로소프트 닷넷 플랫폼에 대한 구현이 시작될 무렵에 시작되었으며, 현재는 제3자 닷넷 플랫폼 중에서 가장 안정적이고 성숙되었다고 평가되는 프로젝트이다. 마이크로소프트 닷넷 플랫폼이 윈도우와 소수의 유닉스 플랫폼을 대상으로 하고 있는 것과는 달리 모노 플랫폼의 경우 윈도우보다는 리눅스, 유닉스, 맥 OS X, 솔라리스와 같이 윈도우 외의 운영 체제와 플랫폼을 대상으로 한다. 초기에는 지미안이 호스팅했으나 현재는 노벨에서 호스팅하고 있다. 모노 플랫폼을 기반으로 GTK#, 모질라 임베딩, IKVM(Java 바이트 코드를 모노 플랫폼 위에서 에뮬레이션하여 실행하는 VM), COCOA#, Nemerle 언어, MonoDevelop IDE 등의 기술을 지원한다. 또한 마이크로소프트 닷넷 플랫폼과 서로 호환이 가능하다. 현재는 리눅스 배포판들 사이에서 공식적으로 채택되고 있을 정도로 리눅스 환경에서는 대중적인 닷넷 플랫폼 구현이 되었다.

- DotGNU Project: 모노와 비슷한 시기에 개발을 시작하였지만 아직 안정적인 버전이 출시되지 못하였다. 특유의 Portable .NET 엔진을 사용하고 있다.

## C++과 C#의 차이점
C++ 언어와 비교할 때 C#은 다음과 같은 점에서 단순화되거나 확장되었다.
- C#에는 전역 변수 및 전역 함수가 존재하지 않으며, 클래스 안에 선언되어야 한다.
- C#의 bool은 오직 true와 false의 논리값만을 가질 수 있으며,상수 또는 정수형 변수에서 암시적으로 변환이 불가능하다. 직접 대입을 위해서는 변환 명령을 이용해야 한다. 반면 C++의 bool은 정수값을 대입할 수 있다. 또한 C#에서는 if나 while문 등의 비교문에서 이용하는 값도 bool 형태로 제한되는 반면, C++에서는 상수 또는 변수를 이용하여 '0이 아닌 값' 또는 '0'의 여부로 비교할 수 있다.
- C#에서는 static 키워드를 오직 한 번만 초기화를 수행한다는 의미로 이용할 수 없다.
- 기본적으로 C#에서 포인터는 unsafe 블록 또는 unsafe 형식에서 사용하도록 정의되어 있으며, unsafe 키워드를 사용하려면 컴파일러에게 /unsafe 또는 --unsafe 스위치를 지정하도록 명시해야 한다. unsafe 블록의 사용 예는 다음과 같다.

unsafe
{
    int *pA;
}

- 닷넷 플랫폼에서 포인터를 다루는 기본 단위는 System.IntPtr이다.

(System.UIntPtr은 특수한 목적으로 쓰이므로 설명에서 제외한다.)
- C#은 unsafe 블록 안에서 사용이 가능한 직접적인 포인터

(IntPtr.ToPointer 메서드로 void* 형식을 가져올 수 있음)도 지원한다.
- 메모리 관리자에 의해 관리되는 데이터는 주소값이 자주 변경되므로, 잘못된 주소를 접근하는 등의 오류를 방지하기 위해 포인터는 참조 형식의 인스턴스를 가리킬 수 없는 것이 기본 원칙이며, 참조 형식의 필드를 멤버로 가지고 있는 구조체 역시 완전한 값 형식으로 판정하지 않고 참조 형식으로 처리하기 때문에, 이 경우의 구조체의 인스턴스에 대해서도 포인터로 그 주소를 가리킬 수 없다.
- C#의 포인터는 C++의 포인터와 비교하였을 때 문법적으로 다른 의미를 가진다.

C++에서 포인터는 특정한 형식의 인스턴스 또는 주소값을 가리키기 위한 목적으로 할당되는 주소값을 기억하기 위한 변수로 취급되지만
C#의 포인터는 System.IntPtr이라는 하나의 완성된 형식에 대한 확장 사양일 뿐이다.
그래서 C++의 포인터와 같은 쓰임새를 C#으로 이식할 수 없는 경우가 상당히 많다.
- void* 포인터가 가리키는 값을 얻어낼 수 없고 void* 포인터에 대한 산술 연산도 수행할 수 없다.
- 산술 연산은 컴파일러의 옵션 지정에 따라서 /checked+ 로 지정된 경우

모든 코드 범위에서 엄격한 산술 연산 검사를 할 수 있으며 /checked- 로 지정된 경우
모든 코드 범위에서 산술 연산 검사를 하지 않도록 할 수 있다.
컴파일러 옵션과는 관계없이 unchecked 블록 안에서는 검사되지 않으며,
반대로 checked 블록 안에서는 검사가 이루어진다.

int a = 0;
unchecked
{
    a = int.MaxValue + 20;
}
checked
{
    a = int.MaxValue * 2;
}

- fixed 블록을 이용하여 힙에 데이터를 고정할 수 있다.

using System;

namespace FooBar
{
    class Program
    {
        private int Test = 123;

        static void Main(string[] args)
        {
            unsafe
            {
                Program p = new Program();

                fixed (int* ptrX = &p.Test)
                {
                    Console.Out.Write(Convert.ToString(*ptrX));
                    *ptrX = 21;
                    Console.Out.WriteLine(Convert.ToString(*ptrX));
                }
            }
        }
    }
}

- C#은 C++과는 달리 직접적인 메모리 해제 명령이 없으며, C++에서 포인터를 다룰 때 발생하기 쉬운 가비지나 매달린 포인터와 같은 복잡한 문제를 C#에서는 가비지 컬렉터의 능력으로 자동으로 처리한다. 하지만 가비지 컬렉터가 수집을 하기 이전에 개별적으로 처리해야 할 필요가 있는 소거 작업의 구현을 위하여 IDisposable 인터페이스를 특정 클래스에서 구현하게 된다. IDisposable 인터페이스를 구현하는 클래스는 C#의 using 구문을 이용하여 자동으로 IDisposable.Dispose 메서드를 호출할 수도 있다.
- C#은 C++과는 달리 부모 클래스를 하나만 사용할 수 있다. 즉 다중 상속은 불가능하며 구현해야 하는 인터페이스는 다수개를 지정할 수 있다. 이 점은 다중 부모 클래스로부터의 상속에서만 누릴 수 있는 이점을 잃게되는 단점을 가지지만 복잡성을 최소화하고 보다 명료한 상속 관계의 의미를 만들 수 있다는 점에서는 큰 도움이 된다.
- C#은 C++보다 형 안전성에 대하여 더 관대하다. 이 말은 형 안정성을 보장할 수 없다는 것도 동시에 뜻한다. System.Object 클래스가 모든 클래스의 선조 클래스이기 때문에 이러한 관대함이 가능하게 되었다. (단, unsafe 블록 내에서 사용되는 포인터 형식의 경우는 예외로 한다.)
- 배열과 포인터를 정의하는 문법이 다르다. 배열 문법은 자바와 유사하다. 하지만 포인터의 경우 C#은 int*, void*, byte*, ...와 같이 하나의 완성된 형식으로서 이해할 수 있지만 C++은 메모리 주소값을 저장하도록 되어있는 형태이다. 포인터를 사용하고자 하는 목적은 같지만 C++에서처럼 어떤 곳에서나 주소를 참조할 수 있는 것은 아니므로 정확한 이해가 필요하다. (다만, 특수한 GCHandle 형식을 활용하여 Pinned Object를 생성하는 경우에는 이러한 접근이 가능할 수 있으나 특성에 맞지도 않으며 심각한 성능 저하를 일으키므로 좋은 방법이라고 할 수 없을것이다.)

// C#
int[] a = new int[5];
int* pA, pB;

// C++
int a[5];
int *pA, *pB;

- C#의 열거형은 그 자체가 하나의 형식이고 열거형 아래에 정의된 상수들은 멤버 상수가 된다. 하지만 C++의 열거형은 열거형 형식 그 자체의 의미보다는 상수들이 전역적으로 쓰일 수 있다는 것에 더 초점을 둔다.
- 형식 다형성에 대한 제약을 극복하고 형식 안정성을 향상시키기 위한 목적으로 도입한 제네릭 형식이란 것이 2.0 사양부터 존재한다. C++의 템플릿과 목표는 유사하지만 C++의 템플릿이 C++ 컴파일러보다 앞서서 처리되는 것에 비하여 C#의 제네릭 형식은 IL 메타데이터 상에 실제로 정보가 남는다. 이러한 차이점으로 인하여 마이크로소프트 비주얼 C++에는 특이한 충돌 현상이 발생하게 된다.[9]

- 데이터 멤버를 다루는 구문에 의해 메서드가 호출되는 속성 기능이 있다. 이것을 정확한 이름으로는 프로퍼티라고 하며 getter 메서드와 setter 메서드로 구분된다. C#에서는 getter와 setter를 한꺼번에 사용할 수 있도록 아래와 같이 고정된 문법을 사용한다. 비주얼 베이직 닷넷의 경우에도 이와 비슷하나 프로퍼티에서도 다수의 매개 변수를 받는 것을 허용한다. 그리고 특별한 사항이 없는 대다수의 다른 언어들에서 프로퍼티는 get_foo() 메서드와 set_foo() 메서드로 구분되어 표현되곤 한다.

public string Name
{
    get
    {
        return m_name;
    }
    set
    {
        m_name = "Name :: "+value;
    }
}

public void MethodOne(string name)
{
    this.Name = "DotNet";
}

- C++에서 특정 컴파일러 제작사마다 조금씩 다른 방식으로 구현되었던 런타임 형식 정보는

C#에서 리플렉션으로 확장하여 사용하는 것이 가능하다.
리플렉션은 자바 언어의 리플렉션과 같은 개념이다.
- C#은 C/C++과 달리 전처리기의 사용이 제한적이다.

즉, C/C++에서 사용되던 #include나 #pragma와 같은 지시자를 C#에서는 사용할 수 없으며,
C/C++에서 매크로 상수나 매크로 함수 등을 위해 사용되던 #define이 C#에서는 매우 제한적인 용도로 사용된다.
또한 C/C++에는 없던 #region, #endregion 지시자가 새로 추가되었다.
예를 들면 다음과 같다.
```
#define CsDebug

#region 아래는 FooClass 선언입니다.

public
 
class
 
FooClass

{

    
private
 
int
 
integer
;

    
#if CsDebug

    
private
 
string
 
debugmsg
;

    
#endif

    
public
 
string
 
DebugMsg

    
{

        
get

        
{

            
#if CsDebug

            
return
 
this
.
debugmsg
;

            
#else

            
return
 
null
;

            
#endif

        
}

        
set

        
{

            
#if CsDebug

            
this
.
debugmsg
 
=
 
value
.
Clone
()
 
as
 
string
;

            
#endif

        
}

    
}

}

#endregion

```

- C#에서는 인라인 함수가 지원되지 않으며, 전역 함수나 전역 변수도 허용되지 않는다.

즉, 모든 인스턴스나 메서드는 반드시 특정 클래스의 멤버로 소속되어야 한다.
- C#에서는 데이터 은닉과 보안성 향상을 위해 프렌드 함수를 지원하지 않는다.

대신 C# 3.0부터 이와 비슷한 확장 메서드를 지원하고 있다.
확장 메서드는 정적 클래스의 멤버로 있어야 하며 이 때에도 대상 클래스의 private 멤버에는 접근 할 수 없다.
```
public
 
class
 
Foo

{

    
[MarshalAs(UnmanagedType.U4)]

    
private
 
uint
 
dwValue
;

    
[MarshalAs(UnmanagedType.LPWstr)]

    
private
 
string
 
lpcwValue
;

    
public
 
uint
 
DWValue

    
{

        
get
 
{
 
return
 
this
.
dwValue
;
 
}

        
set
 
{
 
this
.
dwValue
 
=
 
value
;
 
}

    
}

    
public
 
string
 
LPCWValue

    
{

        
get
 
{
 
return
 
this
.
lpcwValue
;
 
}

        
set
 
{
 
this
.
lpcwValue
 
=
 
value
.
Clone
()
 
as
 
string
;
 
}

    
}

}

public
 
static
 
class
 
Bar

{

    
public
 
static
 
string
 
FooString
(
this
 
Foo
 
foo
)

    
{

        
return
 
string
.
Format
(
"정수 값은 {0}, 문자열 값은 {1}입니다."
,
 
foo
.
DWValue
,
 
foo
.
LPCWValue
);

    
}

}

```

- C# 3.0부터는 임의의 자료형인 var타입을 지원한다. var의 실제 형식은 컴파일시 결정된다.

(이 부분은 C++11에서 auto 키워드로 지원한다. )
- C# 3.0부터는 기존의 SQL구문을 활용한 LINQ 식을 지원한다.

아래 예제는 정수형으로 이루어진 배열에서 100을 초과하는 값만을 추출하는 코드이다.
```
public
 
List
<
int
>
 
linqtest
(
List
<
int
>
 
list
)

{

    
var
 
result
 
=
 
from
 
k
 
in
 
list
 
where
 
k
 
>
 
100
 
select
 
k
;

    
return
 
result
;

}

```

- C++에서는 함수 포인터를 이용하여 함수의 시작점을 전달 했지만, C#에서는 보다 유연한 델리게이트와 무명 메서드를 지원한다.

```
public
 
static
 
void
 
Print
(
int
 
a
,
 
int
 
b
,
 
Func
<
int
>
 
func
)

{

    
Console
.
WriteLine
(
"{0} 더하기 {1}은 {2}입니다."
,
 
a
,
 
b
,
 
func
(
a
,
 
b
));

}

public
 
static
 
void
 
Main
()

{

    
Print
(
a
,
 
b
,
 
f
 
=>
 
{
Console
.
WriteLine
(
"func가 호출되었습니다."
);
 
return
 
a
+
b
;});

}

```

## 같이 보기
- 비주얼 C#
- 비주얼 베이직 닷넷
- 닷넷 프레임워크
- C++/CLI
- 자바
- 델파이 프로그래밍 언어
- 유니티 (게임 엔진)

### 내용주
1. 1 2  C# 3.0, 4.0은 ECMA나 ISO/IEC 사양이 존재하지 않는다.

### 참조주
1. ↑  https://devblogs.microsoft.com/dotnet/announcing-dotnet-9/.
2. ↑  https://www.visualstudio.com/ko/vs/community/ 비주얼 스튜디오 커뮤니티 사이트
3. ↑  http://www.wikihow.com/Create-a-Program-in-C-Sharp
4. ↑  “Unsafe Code Tutorial (C#)”. 2005년 9월 13일에 원본 문서에서 보존된 문서. 2005년 11월 4일에 확인함.
5. ↑  
Zander, Jason (2008년 11월 24일). “Couple of Historical Facts”. 2009년 2월 23일에 확인함.
6. ↑  《C# Language Specification》 (PDF) 4판. Ecma International. June 2006. 2012년 12월 2일에 원본 문서 (PDF)에서 보존된 문서. 2012년 1월 26일에 확인함.
7. 1 2  “Using C# 3.0 from .NET 2.0”. Danielmoth.com. 2007년 5월 13일. 2012년 9월 29일에 원본 문서에서 보존된 문서. 2012년 10월 4일에 확인함.
8. ↑  애초에 C# 개발자가 마이크로소프트 이기에 당연히 컴파일러가 가장 정확할수밖에 없다.
9. ↑  MSDN Magazine[깨진 링크(과거 내용 찾기)]